# Grčko-rimski period i Ptolemejevići
U osvajanjima Aleksandra Velikog Egipat je uključen u grčki svijet. Nakon 300 godina vladavine makedonskih Ptolemejevića, Egipat je 30. pr. Kr. uklopljen u Rimsko Carstvo, i vladalo se njime isprva iz Rima, a zatim iz Konstantinopola sve do perzijskih (616.) i arapskih (639.) osvajanja.

## Aleksandar Veliki
Godine 332. pr. Kr. Aleksandar Veliki, vladar Makedonije, osvojio je Egipat uz malen otpor Perzijanaca. Egipćani su ga dočekali kao osloboditelja. Posjetio je Memphis i išao na hodočašće u Amonovo proročište u oazu Siwa. U Proročištu je proglašen Amonovim sinom. Umirio je Egipćane poštovanjem koje je pokazao prema njihovoj religiji ali je na sve visoke položaje u državi postavio Grke i osnovao novu, grčku, prijestolnicu Aleksandriju. Sada je mogao iskoristiti egipatsko bogatstvo da bi pokorio Perzijsko Carstvo. Godine 331. pr. Kr. poveo je svoju vojsku u Feniciju. Ostavio je Kleomena kao vladajućeg nomarha da upravlja Egiptom u njegovoj odsutnosti. Aleksandar se nikada nije vratio u Egipat.

## Ptolemejski Egipat
Nakon Aleksandrove smrti u Babilonu 323. pr. Kr. izbila je kriza oko nasljeđivanja među njegovim generalima. Isprva je Perdika vladao carstvom kao regent Aleksandrova polubrata Arideja, koji se kasnije prozvao Filip III. Makedonski, a kasnije i Aleksandrova sina Aleksandra IV., koji se u vrijeme smrti svoga oca još nije ni rodio. Perdika je postavio Ptolemeja (grčki: Πτολεμαίος), sina Laga (grčki: Λάγος), jednog od Aleksandrovih najbližih prijatelja, na mjesto egipatskog satrapa. Službeno je Ptolemej vladao Egiptom u ime Filipa III. i Aleksandra IV. Od 323. pr. Kr., no dok se Aleksandrovo carstvo raspadalo Ptolemej je i sam postao vladar sa svim pravima. Uspješno je obranio Egipat od napada Perdike 321. pr. Kr. i učvrstio svoj položaj u Egiptu i okolnim područjima za vrijeme ratova dijadosa (332. – 301. pr. Kr.). Godine 305. pr. Kr. Ptolomej se proglasio kraljem. Kao Ptolemej I. Soter („Spasitelj“), osnovao je dinastiju Ptolomejevića koja je vladala Egiptom gotovo 300 godina.
Svi su muški vladari te dinastije nosili ime Ptolomej, dok su princeze i kraljice uzimale imena Kleopatra (grčki: Κλεοπάτρα, ona slavnih predaka) i Berenika (grčki: Βερενίκη, makedonski oblik Pherenike, donositeljica pobjede). Budući da su Ptolomejevići prihvatili egipatski običaj uzimanja svojih sestara za žene, mnogi su vladali zajedno sa suprugama koje su također bile pripadnice kraljevske kuće. Jedine valdarice Ptolomejskog Egipta koje su i službeno vladale same bile su Berenika III. i Berenika IV. Kleopatra V. dijelila je vlast s Berenikom IV. Kleopatra VII. službeno je vladala uz Ptolemeja XIII., Ptolemeja XIV. i Ptolemeja XV., no zapravo je vladala Egiptom sama.
Rani su Ptolemejevići izgradili veličanstvene hramove u čast egipatskih bogova a ubrzo su preuzeli i vanjska obilježja faraonske vlasti koje su nosili stari faraoni. Za vrijeme vladavine Ptolemeja II. i Ptolemeja III. tisućama je Makedonaca i Grka dodijeljena zemlja, Grci su postavljani u kolonije i garnizone ili su se naseljavali u selima diljem zemlje. Gornji Egipat, koji je bio najviše udaljen od središta vlasti pa je bio i najmanje pogođen, iako je Ptolemej I. osnovao grčku koloniju Ptolemais Hermiou kao glavni grad gornjeg Egipta. No, kroz stotinjak godina grčki se utjecaj proširio kroz cijelu zemlju a miješani su brakovi proizveli velik Grčko-rimski obrazovani stalež. Ipak su Grci ostali povlaštena manjina u ptolomejskom Egiptu. Živjeli su u skladu s grčkim zakonom, dobivali grčko obrazovanje, suđeno im je na grčkim sudovima i bili su građani grčkih gradova, kao što bi bili i u Grčkoj. Egipćani su rijetko primani u više razine grčke kulture, za koje se većina Egipćana ionako nije zanimala. 

### Ptolemej I.
Prvi dio vladavine Ptolomeja I. obilježili su ratovi dijadoha između država koje su nastale iz Aleksandrovog carstva. Prvi mu je cilj bio da osiguran svoj položaj u Egiptu, a drugi da proširi teritorij pod svojom vlašću. Kroz nekoliko godina zavladao je Libijom,  Coele Siriju tj. južni dio Sirije (s Judejom) i Ciprom. Kada je Antigon I. Monoftalmos, vladar Sirije pokušao ponovno ujediniti Aleksandrovo carstvo, Ptolomej je stupio u savez protiv njega. 312.p.K. Seleuk I. Nikator, vladar Babilona, porazio je Antigonova sina Demetrija u bitki kod Gaze. 
311.p.K. postignut je mir ali je 309.p.K. rat izbio ponovno, a Ptolemej je okupirao Korint i druge dijelove Grčke, ali je izgubio Cipar nakon pomorske bitke 306.p.K. Antigon je tada pokušao ući u Egipat ali je Ptolemej uspio održati granicu. 302.p.K. ponovno se uključio u obnovljenu koaliciju protiv Antigona, a kada je Antigonus ubijen, 301.p.K. u bitki kod Ipsa, Ptolemej je u poslijeratnim dogovorom dobio Palestinu. Nakon toga je uglavnom izbjegavao ratove ali je ipak ponovno zauzeo Cipar 295.p.K. 
Kada je osjetio da je njegovo kraljevstvo sigurno, Ptolemej je 285.p.K. abdicirao u korist jednog od mlađih sinova koje je imao s kraljicom Berenikom. Posvetio se pisanju povijesti osvajanja Aleksandra Velikog. To je djelo, nažalost, izgubljeno ali je bilo glavni izvor kasnijih radova Arijana. Ptolemej I. umro je 283.p.K. u dobi od 84 godine. Svome je sinu ostavio stabilno i dobro vođeno kraljevstvo.

### Ptolemej II.
Ptolemej II. Filadelf bio je miroljubiv vladar koji nije bio velik vojnik. Nije niti trebao biti jer je njegov otac ostavio jak Egipat koji je napredovao. 
Ptolemejeva prva žena Arsinoja I., bila je majka njegove zakonite djece. Nakon što se razveo od nje prihvatio je egipatski običaj i oženio se svojom sestrom Arsinojom II., čime je započeo običaj koji je zadovoljio egipatsko stanovništvo, ali je imao ozbiljne posljedice u budućim naraštajima. Materijalno i literarno bogatstvo aleksandrijskog dvora bilo je za vrijeme Ptolemeja II. na vrhuncu. Kalimah, čuvar knjižnice u Aleksandriji, Teokrit i mnogo drugih pjesnika, veličali su Ptolemejevu obitelj. Sam je Ptolemej poticao širenje knjižnice i sponzorirao znanstvena istraživanja. Trošio je ogromne svote da bi Aleksandriju ekonomskim, umjetničkim i intelektualnim središtem grčkog svijeta. Akademijama i knjižnicama Aleksandrije dugujemo očuvanje velikog djela književne baštine drevne Grčke.

### Ptolemej III.
Ptolemej III. Euerget ("dobročinitelj") naslijedio je vlast od svog oca 246.p.K. Napustio je politiku svog oca o izbjegavanju ratova s ostalim grčkim kraljevstvima. Krenuo je u rat s dinastijom Seleukida iz Sirije kada su njegova sestra kraljice Berenice i njen sin ubijeni u prepirci unutar dinastije. Ptolemej je ušao u područje Seleukida sve do Babilonije, dok su njegove pomorske flote osvajale sjever sve do Trakije. 
Ta je pobjeda označila vrhunac moći Ptolemejevića. Seleuk II. Callinicus zadržao je svoje prijestolje ali su egipatske flote kontrolirale većinu obale Male Azije i Grčke. Nakon te pobjede nije se više aktivno upuštao u ratove. Njegova se unutarnja politika razlikuje od one njegova oca po tome što je slobodnije pristupao egipatskoj religiji. Ostavio je veće tragove na egipatskim spomenicima. Njegovu je vladavinu označilo je to što su Ptolemejevići postupno poprimali egipatska obilježja 

### Opadanje moći Ptolemejevića
Ptolemej III. umire 221.p.K. a njegov je nasljednik Ptolemej IV. Philopater, slab i korumpiran vladar za vrijeme čije je vladavina započelo opadanje moći Ptolomejevića. Svoju je vladavinu započeo ubojstvom svoje majke a uvijek je bio pod utjecajem svojih miljenika, muških i ženskih, koji su preko njega vladali kraljevstvom. Unatoč tome njegovi su ministri uspjeli izvršiti pripreme za napad Antioha III. Velikog na južnu Siriju pa je velika egipatska pobjeda u bitki kod Raphie 217.p.K. očuvala kraljevstvo. Znak unutarnje slabosti njegove vlade bile su pobune Egipćana. Philopater je bio predan orgijastčnim religijama i književnosti. Oženio je svoju sestru Arsinoja III., ali je njime vladala njegova ljubavnica Agathoclea.
Ptolemej V. Epiphanes, sin Filopatora i Arsinoje, bio je samo dijete kada je došao na prijestolje pa je zemljom vladao niz regenata. Antioh III. i Filip V. Makedonski postigli su sporazum o zauzimanju područja pod vlašću Ptolemejevića. Filip je zauzeo nekoliko otoka i mjesta u Kariji i Trakiji, dok je bitkom kod Paniuma 198.p.K. južna Sirija potpala pod vlast Sirije. Nakon tog poraza Egipat je ušao u savezništvo s mediteranskom silom u usponu, Rimom. Kada je odrastao Epiphanes je postao tiranin. Umro je mlad 180.p.K. a nasljednik mu je bio Ptolemej VI. koji je u to vrijeme bio malo dijete. 
170.p.K. Antioh IV.Epiphanes napao je Egipat i svrgnu Philometora te je postavio njegovog mlađeg brata (kasnije prozvanog Ptolemej VIII.Euergetes II.) kao marionetskog vladara. Braća su pristala vladati uz svoju sestru Kleopatru II. Ubrzo je među njima došlo do prepirki što je omogućilo Rimu da se umiješa i postepeno povećava svoj utjecaj u Egiptu. Naposljetku je Philometor ponovno zasjeo na prijestolje. Ubijen je u bitki kod Oenoparasa 145.p.K. blizu Antioha.

### Kasniji Ptolemejevići
Philometorov nasljednik bio je i opet dijete, njegov sin Ptolemej VII.Neos Philopater. Ali je Euergetes ubio svog nećaka i preuzeo prijestolje pod imenom Ptolemej VIII. Bio je okrutan tiranin. Nakon njegove smrti 116.p.K. vlast je došla u ruke njegove žene Kleopatre III.] i njenog sina Ptolemeja IX. Sotera II. Mladog je kralja majka istjerala 107.p.K. te je valdala zajedno s Eugartesovim mlađim bratom Ptolemejem X. Aleksandrom. 88.p.K. Ptolemej IX. Je ponovno preuzeo prijestolje i uspio ga zadržati do svoje smrti 80.p.K. Nasljednik mu je bio Ptolemej XI.Aleksandar II., sin Ptolemeja X. Ubijen je u linču od strane bijesne gomile u Aleksandriji nakon što je ubio svoju majku. Ti su morbidni sukobi unutar dinastije toliko oslabili Egipat da je on postao  de facto protektorat Rima, koji je do tog vremena već kontrolirao većinu grčkog svijeta.
Nasljednik Ptolemeja XI. Bio je sin Ptolemeja XI., Ptolemej XII. Neos Dionysos kojem je nadimak bio Auletes (svirač flaute). Tada je Rim već bio arbitar egipatskih poslova, a pripojio je Libiju i Cipar. 58.p.K. Auletesa je bijesna gomila istjerala iz Aleksandrije, ali ga je Rim vratio na položaj tri godine kasnije umro je 51.p.K. a kraljevstvo je ostavio svojem desetogodišnjem sinu Ptolemeju XIII. Koji je vladao uz svoju 17-godišnju sestru i ženu Kleopatru VII.
Za vrijeme Kleopatrine vladavine egipatska se povijest spojila s poviješću rimskog svijeta i to zbog toga što je Pompej ubijen u Egiptu 48.p.K., i stoga što se u zemlji pojavio Julije Cezar 47.p.K. U ratovima tog razdoblja poginuo je mladi kralj pa je njegov mlađi brat Ptolemej XIV.Philopator službeno vladao uz Kleopatru do 44.p.K., kada ga je dala ubiti. Od tada do njene smrti 30.p.K. uz Kleopatru je (kao i oni prije njega samo na papiru) vladao njen i Cezarov sin Ptolemej XV. Philopater Philometor Caesar, poznat i kao Cezarion. Posljednji, i, kako se pokazalo, kobni savez koji je Kleopatra sklopila bio je onaj s Markom Antonijem, a kada je njega porazio Oktavijan, Kleopatra se ubila.

## Rimski Egipat
30.p.K. nakon smrti Kleopatre Egipat postaje dio Rimskog Carstva kao provincija Aegyptus, pod vladavinom prefekta. Glavni je interes koji je Rim imao u Egiptu bilo pouzdano dostavljanje žita u grad Rim. Zbog toga Rimljani nisu mijenjali način vladavine koji su koristili Ptolemejevići, iako su na najvišim položajima Rimljani zamijenili Grke. No, Grci su još uvijek bili u većini upravnih tijela, i grčki je ostao službeni jezik osim na najvišim razinama. Za razliku od Grka, Rimljani se nisu u velikom broju naseljavali u Egiptu. Kultura, obrazovanja i društveni život zadržali su za vrijeme rimske vladavine uvelike grčke karakteristike. Rimljani su, poput Ptolemejevića, poštovali i čuvali egipatsku religiju i običaje, makar je postupno uveden kult rimske države i cara.

### Rimska vlast u Egiptu
Prvi prefekt Egipta, Gaj Kornelije Gal, silom je uspostavio kontrolu Rima nad Gornjim Egiptom, ustanovio je protektorat u južnim graničnim područjima koje su Ptolemejevići napustili. Drugi je prefekt, Elije Gal, neuspješno pokušavao osvojiti Arabiju: obala Crvenog mora nije bila pod rimskom vlašću do vladavine Klaudija. Treći prefekt, Gaj Petronije, je očistio zapuštene kanale za navodnjavanje, te je time potakao i oživio poljoprivredu.
Od vladavine Nerona pa nadalje, Egipat je napredovao, to je razdoblje trajalo cijelo stoljeće.  Mnogo su nevolja izazvali vjerski sukobi između Grka i Židova u Aleksandriji, koja je nakon razaranja Jeruzalema 70.n.e., postala središte židovske vjere i kuture. Židovka pobuna dogodila se za vrijeme Trajana, a posljedica joj je bila potiskivanje Židova u Aleksandriji te gubitak svih njihovih povlastica, iako su im ubrzo vraćene.Hadrijan, koji je dvaput posjetio Egipat, je osnovao Antinoöpolis u sjećanje na svog ljubavnika Antinoja koji se utopio. Od razdoblja njegove vladavine pa nadalje diljem zemlje su podizane građevine u grčko-rimskom stilu. 
Za vrijeme Marka Aurelija, došlo je do pobune Egipćana 139.n.e., zbog visokih poreza. Pobuna je ugušena tek nakon nekoliko godina borbi. Taj rat je uzrokovao veliku štetu gospodarstvu i označio je početak propadanja egipatskog gospodarstva. Avidije Kasije, koji je vodio rimske snage u ratu, se proglasio carem, priznat je od vojski Sirije i Egipta. No, kada se Marko Aurelije približio Egiptu, svrgnut je i ubijen a car je svojom milošću uspostavio mir. Slična pobuna izbila je 193.n.e. kada se Pescenije Niger poglasio carem nakon smrti Pertinaksa. Car Septimije Sever dao je ustav Aleksandriji i provincijskim glavnim gradovima godine 202.n.e. 
Najrevolucionarniji događaj u povijesti rimskog Egipta bio je dolazak kršćanstva u drugom stoljeću. Isprva je ta vjera bila žustro progonjena od strane rimskih vlasti, koja se više od svega bojala vjerskih sukoba u zemlji u kojoj je vjera uvijek bila na prvom mjestu. No kršćanstvo je ubrzo dobilo poklonike među aleksandrijskim Židovima. Od njih se ubrzo proširilo ja Grke, a zatim i na Egipćane koje su privukle ideje o osobno spasenju i društvenoj jednakosti. Drevna egipatska religija pružila je iznenađujuće malen otpor širenju kršćanstva. Moguće je zbog dugih godina sprege s grčkim i rimskim vladarima izgubila autoritet.

Karakala (211. – 217.n.e.) proglasio je sve Egipćane građanima Rima, kao što je učinio i sa svim drugim provincijama, no to je učinjeno uglavnom zato da bi se moglo sakupljati više poreza koji su rasli što su careve potrebe za novcem bile veće. Tijekom trećeg stoljeća izbio je niz pobuna, kako vojnih, tako i civilnih. Za vrijeme Decija, godine 250. kršćani ponovno trpe progon, ali se njihova vjera i dalje širi. 272. godine Zenobija, kraljica Palmire, na kratko vrijeme zauzima Egipat, ali ga gubi kada je Aurelijan ugušio njenu pobunu protiv Rima. Dva su generala, Prob i Domicije Domicijan, poveli uspješne ustanke i proglasili se carevima. Dioklecijan ponovno je zauzeo Aleksandriju, koja je bila pod vlašću Domicija, 296. i potpuno preorganizirao cijelu provinciju. Njegov je prglas protiv kršćana 303. pokrenuo novo razdoblje progona. No, to je bio i posljednji ozbiljni pokušaj zaustavljanja širenja kršćanstva u Egiptu.

### Kršćanski Egipat
Egipatski kršćani vjeruju da je Aleksandrijska patrijaršija osnovao Apostol Marko oko 33.n.e., ali je malo toga poznato o tome kako je kršćanstvo došlo u Egipat. Povjesničar Helmut Koester iznio je tezu, potkrijepljenu nekim dokazima, da je kršćanstvo izvorno bilo pod utjecajem gnosticima sve dok napori Demetrije iz Aleksandrije|Demetrija iz Aleksandrije nisu postupno uskladili vjerovanja većine s ostatkom kršćanstva pa bi sram zbog heretičkih korijena mogao biti razlog zašto se toliko malo toga zna o prvim stoljećima kršćanstva u Egiptu. To nikako nije jedina rupa u povijesti rimskih vremena, pa se ne može reći da je nedostatak činjenica u ovome slučaju iznimka.
Unatoč tome, jasno je da je do godine 200. Aleksandrija bila jedno od velikih kršćanskih središta. Kršćanski apologeti Klement Aleksandriski i Origen proživjeli su dio svog života u tom gradu, gdje su pisali, podučavali i raspravljali.
Konstantin I. je 312. Milanskim ediktom prekinuo progon kršćana, a 324. proglasio je kršćanstvo službenom vjerom carstva. Tijekom četvrtog stoljeća poganstvo postupno gubi svoju sljedbu. Još je mnoga desetljeća djelovalo u tajnosti. Konačni edikt protiv poganstva izdan je 390., ali napisi kod Philae u Gornjem Egiptu pokazuju da se štovanje Izide održali u hramovima još u petom stoljeću. Mnogi su egipatski Židovi postali kršćani, no mnogo ih je to i odbilo te su tako ostali jedina značajnija vjerska manjina u kršćanskoj zemlji. Postali su žrtve ogorčenog neprijateljstva, a tu je možda i početak antisemitizma u modernom smislu riječi. 
Ubrzo nakon što je egipatska Crkva dobila slobodu i prevlast dogodio se rascjep i dugi sukob koji je povremeno prerastao u građanski rat. Aleksandrija je postala središte prvog velikog raskola u kršćanskom svijetu između arijanaca, nazvanih po svećeniku Ariju, i pravovjerja, koju je zastupao Atanazije Aleksandrijski, koji je 326., nakon što su na prvom koncilu odbačeni Arijevi pogledi, postao nadbiskup Aleksandrije. Arijska kontroverza uzrokovala je mnoge nemire tijekom većine četvrtog stoljeća. Tijekom njih uništen je veliki hram Serapis, utvrda poganstva. Atanazije je bio prognan iz Aleksandrije pa ponovno vraćen u Egipat između 5 i 7 puta.
Nikada nije bilo jednostavno nametnuti ortodoksnu vjeru Egiptu, zemlji u kojoj postoji tradicija vjerskih spekulacija još od drevnih vremena. Arijanstvo nije jedino kojo je ovdje cvjetalo, i druge hereze, kao što je gnosticizam i manihejstvo, bilo da su bile domaće ili uvezene, imale su mnogo poklonike. Monaštvo je također nastalo u Egiptu, Pustinjski očevi su odbacili materijalni svijet da bi se posvetili životu u siromaštvu i odanosti Crkvi. Egipatski kršćani u tolikoj su mjeri prihvatili monaštvo da je car Valens morao ograničiti broj muškaraca koji su mogli postati monasi. Iz Egipta se monaštvo proširilo u ostatak kršćanskog svijeta. U ovom se razdoblju i drevni egipatski jezik mijenja u koptski jezik, koji je postao liturgijski jezik egipatskih kršćana i to je ostao do danas.

### Bizantinski Egipat
Za vrijeme vladavine Konstantina osnovan je Konstantinopol kao novi glavni grad Rimskog Carstva. A u četvrtom stoljeću došlo je do podjele carstva pa se Egipat našao u Istočnomrimskom Carstvu kojemu je Konstantinopol bio glavni grad. S time je latinski, koji se nikada nije učvrstio u Egiptu, nestao a grčki se ponovno nametnuo kao jezik vlasti. Tijekom petog i šestog stoljeća Istočnorimsko Carstvo postupno se pretvorilo Bizant, kršćansku državu u kojoj se govorilo grčki i koja je imala malo toga sličnog sa starim Rimskim Carstvom, koje je nestalo pod navalom barbara u petom stoljeću. Još je jedna posljedica prevlasti kršćanstva bilo potpuno nestajanje stare egipatske kulture, nestankom poganskog svećenstva nitko nije znao čitati hijeroglife faraonskog Egipta, a stari su hramovi pretvoreni u crkve ili su prepušteni pustinji.
Stil istočnog carstva postajao je sve više "orijentalan" kako su veze sa starim grčko-rimskim svijetom blijedjele. Grčki je sustav lokalne građanske vlasti sada potpuno nestao. Položaji koji su sada imali bizantinska imena postali su nasljedni u bogatim zemljoposjedničkim obiteljima. Uloga crkve u savezu s državom postajala je sve jača i izraženija. No Aleksandrija, drugi grad carstva, je još uvijek bila središte kontroverzi i nasilja. Ćiril iz Aleksandrije Aleksandrijski patrijarh nagovorio je gradskog upravitelja da izbaci Židove 415. godine uz pomoć gomile, kao odgovor na masakr u kojem su noću Židovi ubili mnoge kršćane. Ubojstvo filozofa Hipatija označilo je konačan kraj klasične helenske kulture u Egiptu. Još jedan rascjep u Crkvi prouzročio je još jedan dugi građanski rat koji je udaljio Egipat od ostatka carstva. 
Nova vjerska kontroverza dogodila se zbog neslaganja oko prirode svetog trojstva. Većina kršćanskog svijeta podržavala je ortodoksno stajalište da je Bog tri osobe u jednoj: Otac, Sin, i Sveti Duh, te da je zbog toga Isus po svojoj prirodi Bog. Ali Egipat je bio utočište monofizitizma, vjerovanja da je Bog samo jedan, te da su Otac, Sin, i Sveti Duh različite osobe, dolaze od Boga, ali nisu Bog. To je u to izuzetno religiozno doba bilo dovoljno da podjeli carstvo. Ta se kontroverza pojavila nakon prvog koncila u Konstantinopolu 381. a nastavila se do koncila u Chalcedonu 451., na kojem je ortodoksna verzija proglašena ispravnom. Mnogi su monofiziti tvrdili da su bili krivo shvaćeni, da ne postoje razlike između njihovog i ortodoksnog stajališta, te da je koncil odlučio u korist njihovih protivnika iz političkih razloga. No egipat i Sirija ostali su središta monofizitskog stajališta i organizirani otpor ortodoksnom stajalištu n ije ugušen sve do 570tih. 
Za vrijeme vladavine Justinijana (482–565) carstvo je ponovno osvojilo Rim i veći dio Italije, ali time su izložili istočne granice.

## Perzijska i arapska osvajanja
Perzijsko osvajanje Egipta, koja je započelo 618. ili 619. godine, bilo je jedan od vrhunaca posljednjeg sasanidskog rata protiv Bizanta. Hozroje II. Parviz, iz oživljenog Perzijskog Carstva započeo je taj rat kao odmazdu zbog ubojstva cara Mauricija. Postigao je niz uspjeha od kojih su najveći bili osvajanje Jeruzalema 614. i Aleksandrije 619. godine. Bizantski protunapad koji je pokrenuo Heraklije u proljeće 622. godine, preokrenulo je tijek rata koji je završio Hozrojevim padom 25. veljače 628. godine.(Frye, str. 167-70). Hozrojev sin i nasljednik Kavad II. (Široe), koji je vladao do rujna, zaključio je mirovni sporazum vraćanjem područja koja su zauzeli Sasanidi Istočnorimskom Carstvu.
Perzijska vlast omogućila je ponovno jačanje monofizitizma, pa su kada je Heraklije 629. ponovno uspostavio carsku vlast, monofiziti proganjani a njihov patrijarh bio je prognan. Zbog svega toga Egipat je bio i politički i vjerski udaljen od carstva kada je naišao novi osvajač. 
To je bila vojska od 4.000 Arapa koju je vodio Amr ibn al-As. Njega je poslao kalif Omar, nasljednik proroka Muhameda, da proširi njegovu novu vjeru, Islam, na zapad. Arapi su u Egipat prešli iz Palestine u prosincu godine 939., i brzo su napredovali do delte Nila. Carski su se garnizoni povukli u gradove zaštićene zidovima gdje su se uspješno branili godinu dana ili više. No Arapi su poslali po pojačanja pa se u travnju 641. osvojili Aleksandriju i time okupirali Egipat. Većina je egipatskih kršćana pozdravila nove vladare jer je novi režim značio kraj njihova progona od bizantske državne crkve. Time je završeno 937 godina grčko-rimskog vladanja nad Egiptom.